# Dia del Sol
El Dia del Sol (coreà: 태양절; MR: T'aeyang-jŏl; RR: Taeyangjeol) és un dia festiu a Corea del Nord. Cada any se celebra el 15 d'abril, aniversari del naixement de Kim Il-sung, fundador i president etern de Corea del Nord. És la festa nacional més important del país i es considera l'equivalent nord-coreà al Nadal. L'aniversari de Kim Il-sung, que havia estat festa oficial des del 1968, va ser rebatejat com a Dia del Sol l'any 1997, tres anys després de la seva mort. El nom pren el seu significat del seu nom; Il-sung en coreà vol dir "convertir-se en el Sol".
Els nord-coreans aprofiten el dia festiu per a visitar indrets relacionats amb la vida del líder, com ara els milers d'estàtues repartides pel país, o Mangyongdae, el seu lloc de naixement a la capital, Pyongyang. Els esdeveniments més importants tenen lloc a la capital, incloses les visites al Palau del Sol de Kumsusan, on descansa el cos de Kim Il-sung i el Gran Monument de Mansudae, una estàtua de granms dimensions del líder.
L'estat pretén proporcionar als seus ciutadans més menjar i electricitat del que normalment hi ha disponible, però l'èxit no sempre està garantit. Els nens, en particular, reben dolços i altres regals atribuïts a l'amor que els líders els demostren. Les festes no es restringeixen només al 15 d'abril, sinó que les commemoracions comencen el 16 de febrer, que és l'aniversari de Kim Jong-il; festivitat coneguda com a "Estrella de llum". Les celebracions al voltant del Dia del Sol s'anomenen Festes del Sol; concretament, al propi 15 d'abril el segueixen dos dies de descans, convertint la celebració en un total de tres dies festius.

## Context

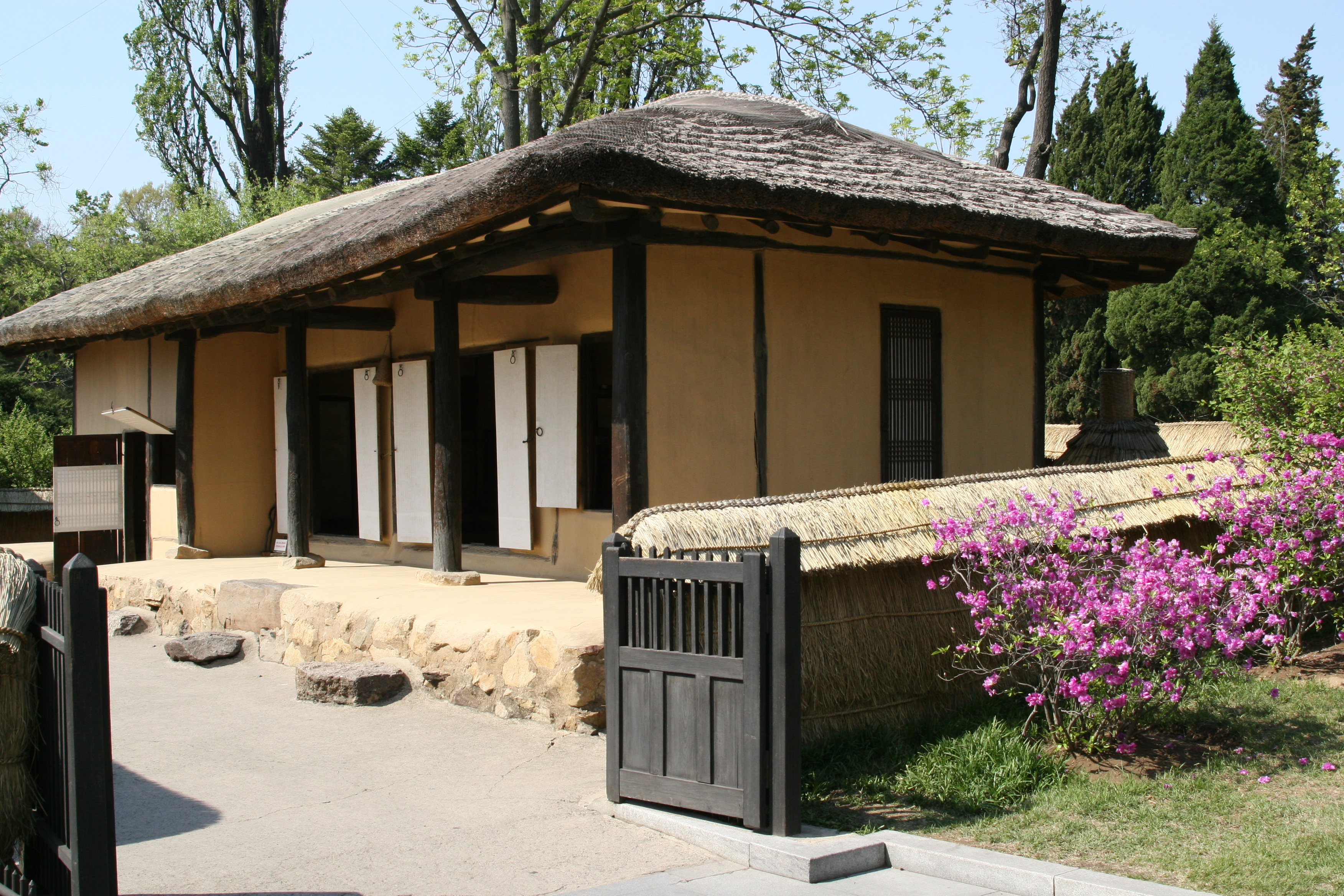
Casa natal de Kim-Il-sung a Mangyongdae.

Kim Il-sung va néixer el 15 d'abril de 1912 al poble de Mangyongdae, que actualment és un barri de la capital de Corea del Nord, Pyongyang. Fa temps que se l'identifica amb el Sol i se l'anomena freqüentment el “Sol de la nació”. Va adoptar el seu nom Il-sung (coreà: 일성; Hanja: 日 成), que significa "convertir-se en el Sol" abans dels primers anys 1930 com un dels seus noms de guerra.

## Història
L'aniversari de Kim Il-sung havia estat designat com a festa provisional el 1962. Es va fer oficial el 1968, any que es va veure una gran expansió del seu culte a la personalitat després de la crisi política domèstica coneguda com a incident de la Facció de Kapsan. El 1974, es va promoure la diada per les vacances més importants del país. El 8 de juliol de 1997, en el tercer aniversari de la mort de Kim-Il-sung, va ser designat com "El dia del sol" en una resolució del Comitè Central del Partit dels Treballadors de Corea, la Comissió Militar Central, la Comissió de Defensa Nacional, el Comitè Popular Popular i el Consell d'Administració de la República Popular Democràtica de Corea. En la mateixa ocasió, Corea del Nord va adoptar el calendari Juche que comença l'any de naixement de Kim Il-sung. L'objectiu del Dia del Sol era celebrar "el festival més gran per a la nació coreana" i iniciar unes festes igualment importants per als nord-coreans, tal com el Nadal ho és en molts altres indrets.
Els aniversaris múltiples de cinc o de deu, estan marcats amb celebracions més pronunciades de l'habitual; per exemple, es realitzen desfilades militars massives el dia del sol i es mostren les armes més avançades del país. El 2012, coincidint amb el centenari del naixement de Kim-Il-sung, Corea del Nord va realitzar una prova de míssils fallida i el míssil KN-08, nou en aquell moment, va ser introduït en una desfilada. Coincidint també amb el centenari, Kim Jong-un va pronunciar el seu primer discurs públic.

## Celebracions
Les preparacions per al festival solen durar més d'un mes. A l'abril solen haver-hi exposicions, focs artificials, esdeveniments de dansa i cançons, competicions d'atletisme, seminaris d'idees Juche i visites a llocs relacionats amb la vida de Kim Il-sung, incloent-hi la seva casa natal a Mangyongdae. Alguns d'aquests esdeveniments es realitzen durant dies. Grups i dignataris artístics estrangers són convidats a visitar Corea del Nord durant aquests dies. El Festival Kimilsungia (celebrat des del 1998) i el Festival d'Art de l'Amistat de la Primavera (des del 1982) també se celebren propers al 15 d'abril.

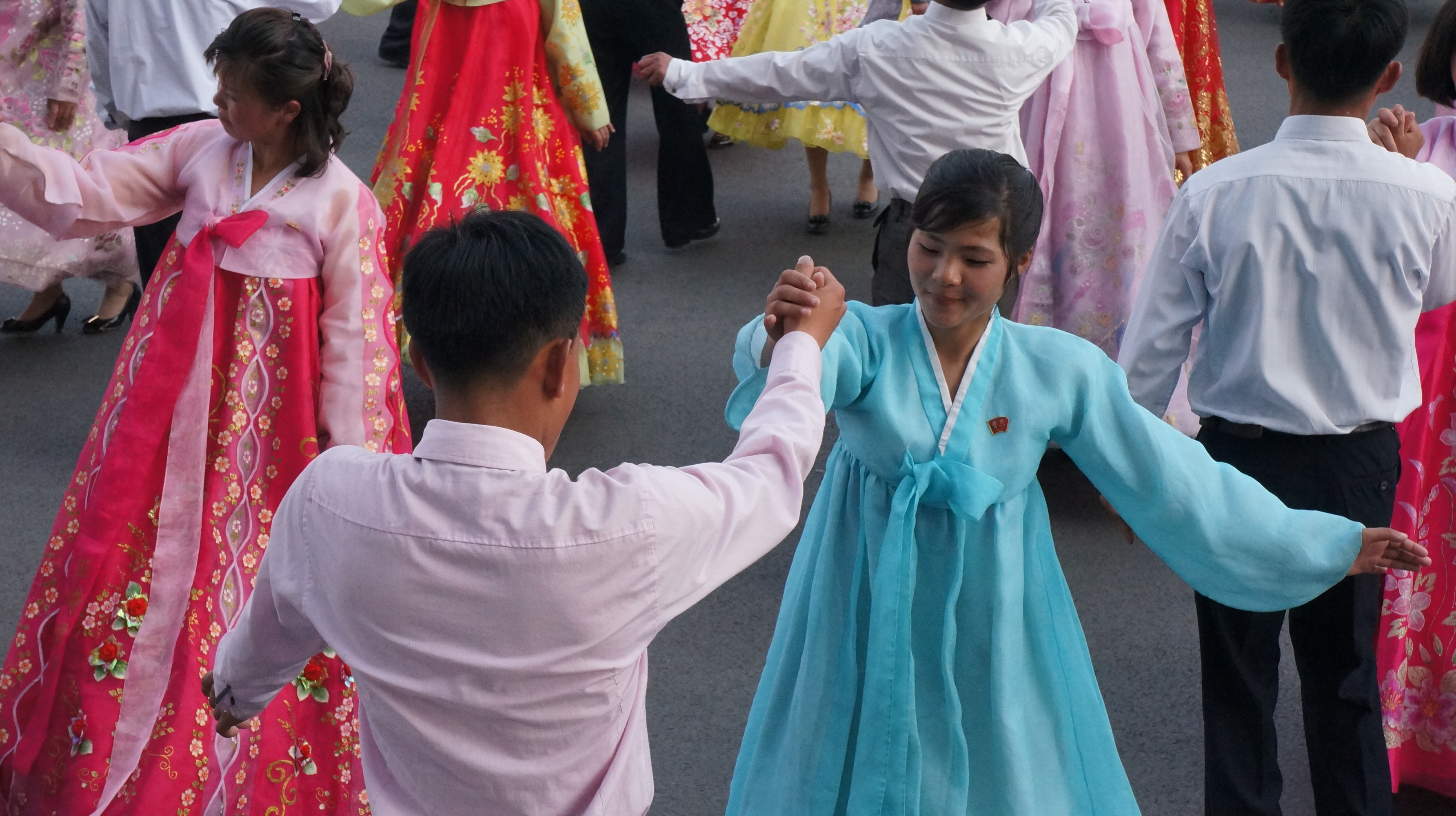
Joves abillats amb hanbok dançant balls populars durant el dia del Sol.

Ja a la mitjanit del matí del dia del sol, grups de persones posen corones commemoratives i cistelles florals a milers d'estàtues de Kim Il-sung arreu del país; per a aquestes dates la demanda de flors creix de manera important. A la nit, els joves es vesteixen amb hanbok per participar en danses populars.
Els principals esdeveniments tenen lloc a la capital, a Pyongyang: es fan ofrenes florals davant de l'estàtua de Kim Il-sung a la muntanya Mansu; la gent mostra el seu respecte al palau del Sol de Kumsusan, on es troba el cos del líder. En particular, el president Kim Jong-un assisteix al palau anualment. A Pyongyang també se solen organitzar els jocs massius del Festival Arirang que es fan coincidir amb la celebració del Dia del Sol. Des del 2009 es realitza una exhibició de focs artificials nocturns a Pyongyang; el seu disseny ha estat atribuït a Kim Jong-un.

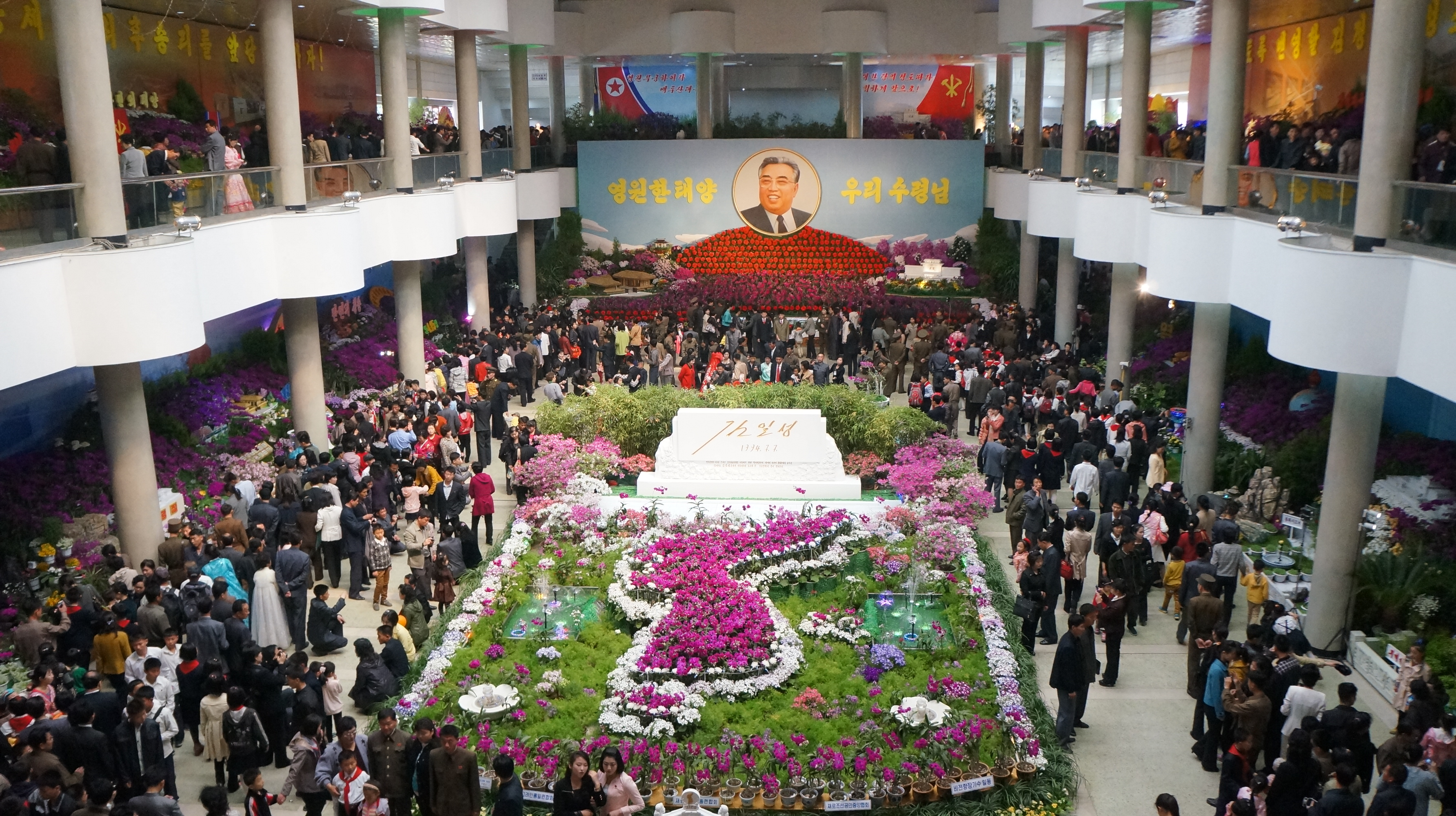
Exhibició floral de kimilsungies durant el dia del Sol al centre d'exposicions de kimilsungies i kimjongilies en un museu de Pyongyang.

L'estat serveix aliments especials i escassos com ara la carn i licors, així com les necessitats del dia del Sol per indicar que tot el benestar és gràcies a la cura del líder. L'estat intenta mantenir un subministrament estable d'electricitat durant el dia per permetre a la gent veure la televisió, mentre que els cinemes i teatres mostren pel·lícules especials. Segons el defensor de Corea del Nord, Kim Hyun-hwa, "El Sun Festival és una de les poques ocasions en què cadascú pot menjar per al contingut del seu cor. Fins i tot aquells que passen gana de forma regular solen aconseguir tres àpats aquest dia. Això és degut al fet que Corea del Nord la marca com la festa més gran del poble coreà ". No obstant això, el 2015 l'estat no va poder distribuir racions i no va lliurar els uniformes de l'escola mitjana que els escolars esperaven rebre.
Els nens menors de 12 anys reben bosses d'un quilogram de caramels i galetes en les cerimònies realitzades a l'escola. En rebre aquest regal, s'han d'inclinar davant dels retrats de Kim Il-sung i Kim Jong-il a l'aula i dir: "Gràcies, avi gran líder! I, gràcies, pare!" Els escolars també realitzen diferents actuacions. De l'11 al 12, els seus professors escullen els millors per al Dia del Sol. El Dia del Sol és una de les poques ocasions en què la Unió Coreana de la Infància admet nous membres.
Les oficines governamentals i comercials, els bancs i el comerç al detall romanen tancats per al dia del sol. També és un dia festiu habitual per a casaments.